# 2195 Tengstrom
2195 Tengstrom је астероид главног астероидног појаса са средњом удаљеношћу од Сунца која износи 2,221 астрономских јединица (АЈ).
Апсолутна магнитуда астероида је 12,6.